# Le Vaudoué
Le Vaudoué és un municipi francès, situat al departament de Sena i Marne i a la regió de Illa de França. L'any 2007 tenia 745 habitants.
Forma part del cantó de Fontainebleau, del districte de Fontainebleau i de la Comunitat d'aglomeració del Pays de Fontainebleau.

## Demografia

### Població
El 2007 la població de fet de Le Vaudoué era de 745 persones. Hi havia 276 famílies, de les quals 48 eren unipersonals (20 homes vivint sols i 28 dones vivint soles), 100 parelles sense fills, 104 parelles amb fills i 24 famílies monoparentals amb fills.
La població ha evolucionat segons el següent gràfic:
Habitants censats

### Habitatges
El 2007 hi havia 416 habitatges, 287 eren l'habitatge principal de la família, 115 eren segones residències i 15 estaven desocupats. 407 eren cases i 8 eren apartaments. Dels 287 habitatges principals, 263 estaven ocupats pels seus propietaris, 14 estaven llogats i ocupats pels llogaters i 10 estaven cedits a títol gratuït; 3 tenien una cambra, 7 en tenien dues, 44 en tenien tres, 58 en tenien quatre i 175 en tenien cinc o més. 223 habitatges disposaven pel capbaix d'una plaça de pàrquing. A 116 habitatges hi havia un automòbil i a 159 n'hi havia dos o més.

### Piràmide de població
La piràmide de població per edats i sexe el 2009 era:
| Homes | Edats   | Dones |
| ----- | ------- | ----- |
| 0     | 95 o +  | 0     |
| 0     | 90 a 94 | 0     |
| 4     | 85 a 89 | 4     |
| 4     | 80 a 84 | 4     |
| 4     | 75 a 79 | 20    |
| 8     | 70 a 74 | 12    |
| 12    | 65 a 69 | 16    |
| 12    | 60 a 64 | 24    |
| 16    | 55 a 59 | 12    |
| 56    | 50 a 54 | 24    |
| 56    | 45 a 49 | 36    |
| 24    | 40 a 44 | 44    |
| 24    | 35 a 39 | 24    |
| 24    | 30 a 34 | 16    |
| 8     | 25 a 29 | 16    |
| 36    | 20 a 24 | 16    |
| 32    | 15 a 19 | 24    |
| 16    | 10 a 14 | 32    |
| 28    | 5 a 9   | 20    |
| 16    | 0 a 4   | 12    |

## Economia
El 2007 la població en edat de treballar era de 492 persones, 357 eren actives i 135 eren inactives. De les 357 persones actives 334 estaven ocupades (186 homes i 148 dones) i 23 estaven aturades (9 homes i 14 dones). De les 135 persones inactives 46 estaven jubilades, 42 estaven estudiant i 47 estaven classificades com a «altres inactius».

### Ingressos
El 2009 a Le Vaudoué hi havia 301 unitats fiscals que integraven 791 persones, la mediana anual d'ingressos fiscals per persona era de 25.241 €.

### Activitats econòmiques
Dels 35 establiments que hi havia el 2007, 1 era d'una empresa extractiva, 1 d'una empresa de fabricació d'altres productes industrials, 10 d'empreses de construcció, 4 d'empreses de comerç i reparació d'automòbils, 2 d'empreses de transport, 2 d'empreses d'hostatgeria i restauració, 1 d'una empresa d'informació i comunicació, 1 d'una empresa immobiliària, 6 d'empreses de serveis, 3 d'entitats de l'administració pública i 4 d'empreses classificades com a «altres activitats de serveis».
Dels 14 establiments de servei als particulars que hi havia el 2009, 1 era una oficina de correu, 2 paletes, 3 guixaires pintors, 2 fusteries, 1 electricista, 1 empresa de construcció, 2 perruqueries i 2 restaurants.
L'únic establiment comercial que hi havia el 2009 era una botiga de menys de 120 m².
L'any 2000 a Le Vaudoué hi havia 5 explotacions agrícoles.

## Equipaments sanitaris i escolars
L'únic equipament sanitari que hi havia el 2009 era una farmàcia.
El 2009 hi havia una escola elemental.

## Poblacions més properes
El següent diagrama mostra les poblacions més properes.